# لوسيو سان بيدرو
لوسيو سان بيدرو هو موزع وكاتب أغاني وملحن فلبيني، ولد في 11 فبراير 1913 في Angono ‏ في الفلبين، وتوفي في 31 مارس 2002 في كيزون في الفلبين.